# 19-та паралель північної широти
19-та паралель північної широти — лінія широти, що лежить на 19 градусів північніше земної екваторіальної площини. Вона проходить через Африку, Азію, Індійський океан, Тихий океан, Північну Америку, Кариби та Атлантичний океан.
На цій широті під час літнього сонцестояння сонце видно 13 годин 17 хвилин, а під час зимового сонцестояння — 10 годин 59 хвилин.

## Список географічних об'єктів, що перетинає 19° пн. ш.
Починаючи з Гринвіцького меридіану та рухаючись на схід, 19-та паралель північної широти проходить через:
| Координати                                                   | Країна, територія або море | Примітки |
| ------------------------------------------------------------ | -------------------------- | --- |
| 19°0′ пн. ш. 0°0′ сх. д. / 19.000° пн. ш. 0.000° сх. д.      | Малі                       | |
| 19°0′ пн. ш. 3°16′ сх. д. / 19.000° пн. ш. 3.267° сх. д.     | Алжир                      | |
| 19°0′ пн. ш. 3°32′ сх. д. / 19.000° пн. ш. 3.533° сх. д.     | Малі                       | |
| 19°0′ пн. ш. 4°14′ сх. д. / 19.000° пн. ш. 4.233° сх. д.     | Нігер                      | |
| 19°0′ пн. ш. 15°38′ сх. д. / 19.000° пн. ш. 15.633° сх. д.   | Чад                        | |
| 19°0′ пн. ш. 24°0′ сх. д. / 19.000° пн. ш. 24.000° сх. д.    | Судан                      | |
| 19°0′ пн. ш. 37°24′ сх. д. / 19.000° пн. ш. 37.400° сх. д.   | Червоне море               | |
| 19°0′ пн. ш. 41°9′ сх. д. / 19.000° пн. ш. 41.150° сх. д.    | Саудівська Аравія          | Проходить поблизу крайньої північної точки Ємену та кордону з Оманом                                                                                 |
| 19°0′ пн. ш. 52°0′ сх. д. / 19.000° пн. ш. 52.000° сх. д.    | Оман                       | |
| 19°0′ пн. ш. 57°50′ сх. д. / 19.000° пн. ш. 57.833° сх. д.   | Індійський океан           | Аравійське море |
| 19°0′ пн. ш. 72°49′ сх. д. / 19.000° пн. ш. 72.817° сх. д.   | Індія                      | Махараштра — проходить через Мумбаї Телангана Андгра-Прадеш Чхаттісгарх Одіша                                                                        |
| 19°0′ пн. ш. 84°43′ сх. д. / 19.000° пн. ш. 84.717° сх. д.   | Індійський океан           | Бенгальська затока |
| 19°0′ пн. ш. 93°43′ сх. д. / 19.000° пн. ш. 93.717° сх. д.   | М'янма                     | |
| 19°0′ пн. ш. 97°44′ сх. д. / 19.000° пн. ш. 97.733° сх. д.   | Таїланд                    | |
| 19°0′ пн. ш. 101°19′ сх. д. / 19.000° пн. ш. 101.317° сх. д. | Лаос                       | |
| 19°0′ пн. ш. 104°26′ сх. д. / 19.000° пн. ш. 104.433° сх. д. | В'єтнам                    | Приблизно на 5 км |
| 19°0′ пн. ш. 104°29′ сх. д. / 19.000° пн. ш. 104.483° сх. д. | Лаос                       | Приблизно на 2 км |
| 19°0′ пн. ш. 104°30′ сх. д. / 19.000° пн. ш. 104.500° сх. д. | В'єтнам                    | |
| 19°0′ пн. ш. 105°37′ сх. д. / 19.000° пн. ш. 105.617° сх. д. | Південнокитайське море     | Тонкінська затока |
| 19°0′ пн. ш. 108°39′ сх. д. / 19.000° пн. ш. 108.650° сх. д. | КНР                        | Проходить через острів Хайнань |
| 19°0′ пн. ш. 110°31′ сх. д. / 19.000° пн. ш. 110.517° сх. д. | Південнокитайське море     | Проходить між островами Далупірі[en] і Фуга[en], Філіппіни                                                                                           |
| 19°0′ пн. ш. 121°54′ сх. д. / 19.000° пн. ш. 121.900° сх. д. | Філіппіни                  | Проходить через острів Камігуїн[de] |
| 19°0′ пн. ш. 121°57′ сх. д. / 19.000° пн. ш. 121.950° сх. д. | Тихий океан                | Філіппінське море Проходить північніше острова Агріхан[en], Північні Маріанські Острови Проходить південніше острова Вейк, Зовнішні малі острови США |
| 19°0′ пн. ш. 155°47′ зх. д. / 19.000° пн. ш. 155.783° зх. д. | США                        | Проходить через острів Гаваї, Гаваї |
| 19°0′ пн. ш. 155°35′ зх. д. / 19.000° пн. ш. 155.583° зх. д. | Тихий океан                | |
| 19°0′ пн. ш. 112°4′ зх. д. / 19.000° пн. ш. 112.067° зх. д.  | Мексика                    | Проходить через острів Рока-Партіда[en] (острови Ревільяхіхедо)                                                                                      |
| 19°0′ пн. ш. 112°3′ зх. д. / 19.000° пн. ш. 112.050° зх. д.  | Тихий океан                | Проходить північніше острова Сокорро (острови Ревільяхіхедо), Мексика                                                                                |
| 19°0′ пн. ш. 104°17′ зх. д. / 19.000° пн. ш. 104.283° зх. д. | Мексика                    | |
| 19°0′ пн. ш. 95°58′ зх. д. / 19.000° пн. ш. 95.967° зх. д.   | Мексиканська затока        | Затока Кампече |
| 19°0′ пн. ш. 91°11′ зх. д. / 19.000° пн. ш. 91.183° зх. д.   | Мексика                    | Проходить через півострів Юкатан |
| 19°0′ пн. ш. 87°36′ зх. д. / 19.000° пн. ш. 87.600° зх. д.   | Карибське море             | Проходить північніше острова Гонав, Гаїті |
| 19°0′ пн. ш. 72°45′ зх. д. / 19.000° пн. ш. 72.750° зх. д.   | Гаїті                      | Проходить через острів Гаїті |
| 19°0′ пн. ш. 70°40′ зх. д. / 19.000° пн. ш. 70.667° зх. д.   | Домініканська Республіка   | Проходить через острів Гаїті |
| 19°0′ пн. ш. 68°52′ зх. д. / 19.000° пн. ш. 68.867° зх. д.   | Атлантичний океан          | Проходить північніше острова Анегада, Британські Віргінські Острови                                                                                  |
| 19°0′ пн. ш. 16°13′ зх. д. / 19.000° пн. ш. 16.217° зх. д.   | Мавританія                 | |
| 19°0′ пн. ш. 5°53′ зх. д. / 19.000° пн. ш. 5.883° зх. д.     | Малі                       | |